# Pegeldifferenz
Das Wort Pegeldifferenz oder Pegelunterschied wird in zwei unterschiedlichen Bereichen verwendet:
- in der auditiven Wahrnehmung beim natürlichen Richtungshören als frequenzabhängiges ILD (Interaural Level Difference)
- in der Tontechnik als frequenzneutrales ΔL beim Erzeugen der Hörereignisrichtung als Lautsprechersignale zwischen den Stereo-Lautsprechern, also auf der Lautsprecherbasis (siehe auch Interchannel).

In beiden Fällen wird die Pegeldifferenz üblicherweise in Dezibel (dB) angegeben.

## Die interaurale PegeldifferenzILD
Mit Hilfe der Pegel-, d. h. der Lautstärkedifferenz, zwischen rechtem und linken Ohr kann der Azimut einer Schallquelle festgestellt werden: kommt ein Schall von der linken Seite, so erscheint er dem linken Ohr lauter; am rechten Ohr ist der Schall leiser, weil es weiter entfernt von der Schallquelle und im akustischen Schatten des Kopfes liegt. Die Pegeldifferenz ist demnach abhängig von den Wegen, die der Schall zurücklegt.
Wenn sich die Schallquelle genau vor oder hinter der hörenden Person (Kopfmitte) befindet, entstehen keine Pegeldifferenzen. In diesem Fall sind die Schallwege gleich lang.
Selbst kleine Abweichungen einer Schallquelle von der Kopfmitte können erkannt werden. Bei kleinen Schalländerungen (z. B. Klicklauten) können Pegeldifferenzen unterschieden werden, die entstehen, wenn die Schallquelle in einem Winkel vom etwa 3° von der Kopfmitte abweicht. Die Lokalisation wird deutlich verbessert, wenn der Kopf bewegt wird.
Die Pegeldifferenz ist frequenzabhängig: Töne über 1 kHz werden vom Kopf reflektiert. Bei 10 kHz kann die Pegeldifferenz bis zu 20 dB betragen. Die Diskriminationsleistung (das Unterscheidungsvermögen für Reize oder Signale) ist am schlechtesten zwischen 1,5 und 3,0 kHz und am größten bei komplexen Tönen mit Intensitätsschwankungen.
Die Duplex-Theorie sagt etwas zur interauralen Pegeldifferenz aus und trägt wesentlich zum Verstehen des Vorgangs beim natürlichen Hören des Menschen bei.

## Die Interchannel-PegeldifferenzΔL
Mit den Pegeldifferenzen von Panoramareglern (Panpots) in Mischpulten kann die Hörereignisrichtung der Phantomschallquellen auf der Stereo-Lautsprecherbasis verändert werden (Intensitätsstereofonie). Eine maximale Pegeldifferenz von Δ Lmax = 18 dB (16 bis 20 dB) bewirkt signalabhängig die volle Seitwärts-Auslenkung aus der Lautsprecherrichtung.
Beim Haas-Effekt, der in der PA-Beschallung eine wichtige Rolle spielt, wird das Prinzip von gegensinniger Pegeldifferenz und Timedelay als Trading angewendet.